# Sân bay quốc tế Washington Dulles

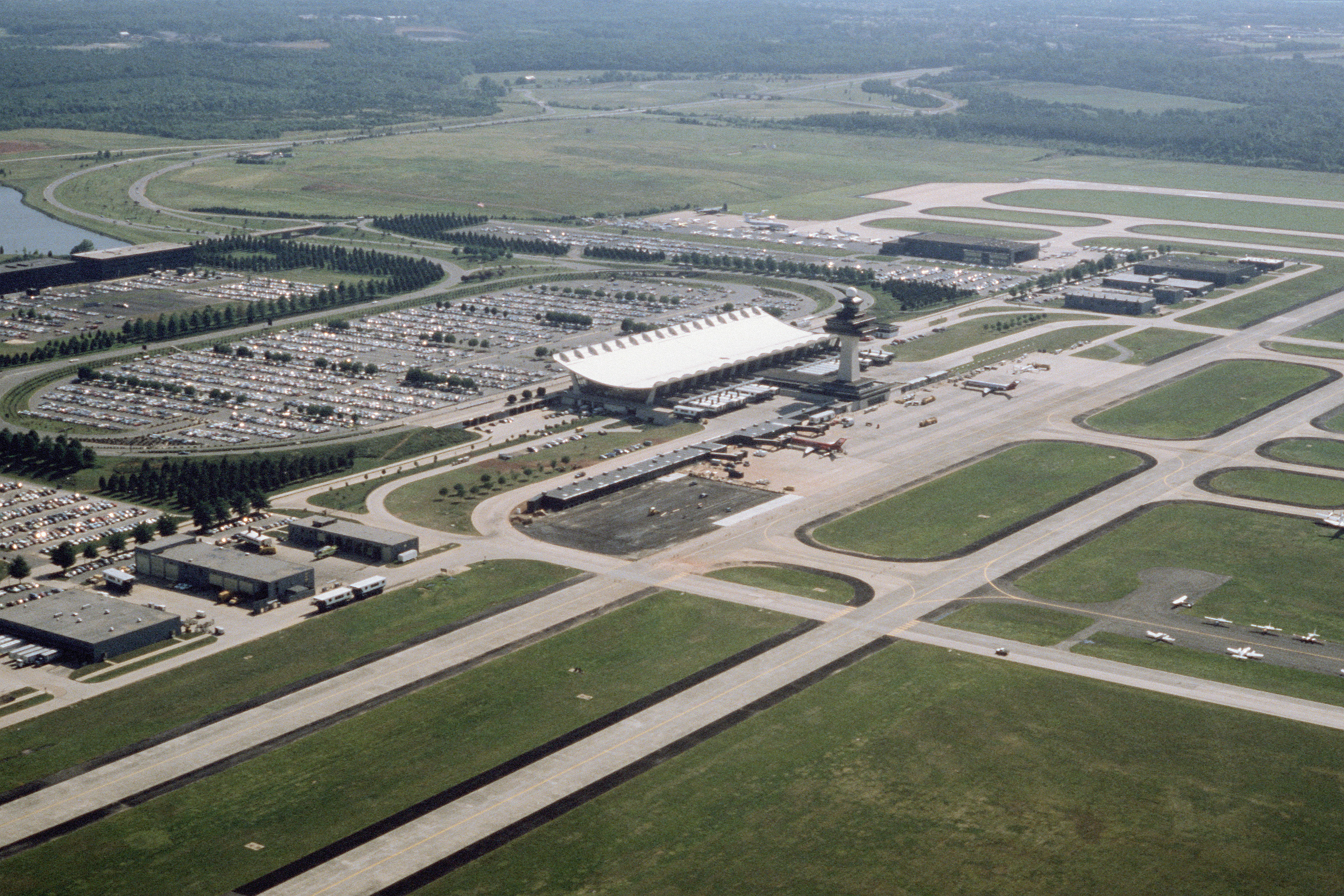
Toàn cảnh khu vực

Sân bay quốc tế Washington Dulles (tiếng Anh: Washington Dulles International Airport) (IATA: IAD, ICAO: KIAD) là một sân bay quốc tế phục vụ cho Đại đô thị Washington, D.C. (Vùng đô thị Baltimore-Washington). Tên sân bay này được đặt theo John Foster Dulles – ngoại trưởng Hoa Kỳ dưới thời tổng thống Dwight D. Eisenhower. Đây là sân bay trung tâm của hãng United Airlines và là một thành phố trọng tâm (focus city) của hãng JetBlue Airways.
Sự khởi đầu của hãng hàng không giá rẻ (low-cost carrier) Independence Air năm 2004 đã khiến sân bay quốc tế này từ vị trí sân bay bận rộn thứ 24 lên vị trí thứ năm và trở thành một trong 10 sân bay bận rộn nhất thế giới. Vào những ngày cao điểm, sân bay này phục vụ 600 chuyến bay giá rẻ/ngày. Hãng Independence, kết hợp dịch vụ của các hãng hàng không JetBlue và AirTran, đã khiến cho Dulles trở thành trung tâm của các hãng hàng không giá rẻ lớn nhất Hoa Kỳ. Hiện tại, trong một ngày điển hình, sân bay Dulles phục vụ 1800 đến 2000 chuyến bay – so với 1000 đến 1200 chuyến/ngày năm 2003. Đây là sân bay cửa ngõ cho các chuyến bay xuyên Đại Tây Dương ở bờ đông Hoa Kỳ. Gần đây, với sự nhượng lại của hãng Independence Air, JetBlue đã dần dần mở rộng hoạt động focus city tại sân bay Dulles bằng 6 chuyến bay thẳng hàng ngày đến Boston và Thành phố New York. Hãng này cũng phục vụ các chuyến bay thẳng đến Long Beach, Oakland, Ft. Lauderdale, Las Vegas, West Palm Beach và San Diego, khiến cho JetBlue trở thành hãng lớn thứ 2 tại sân bay Dulles xét về các điểm đến trực tiếp. Diện tích của sân bay là 13.000 mẫu Anh (52,6 km²) đất, cách trung tâm thủ đô Washington 26 dặm (41,6 km), nằm giữa biên giới 2 hạt Fairfax và Loudoun, Virginia. Sân bay này tọa lạc một phần ở Chantilly và một phần ở Dulles (Virginia), phía tây Herndon và tây nam Sterling. Năm 1958, làng Willard đã được giải tỏa để xây sân bay này. Sân bay quốc tế Washington Dulles do Cơ quan quản lý sân bay vùng đô thị Washington (Metropolitan Washington Airports Authority) (MWAA) vận hành và quản lý. Năm 2005, sân bay này phục vụ 25 triệu khách. Vào một ngày điển hình, hơn 60.000 hành khách đi qua Washington Dulles đến và từ hơn 125 điểm đến trên khắp thế giới.

### Nhà ga

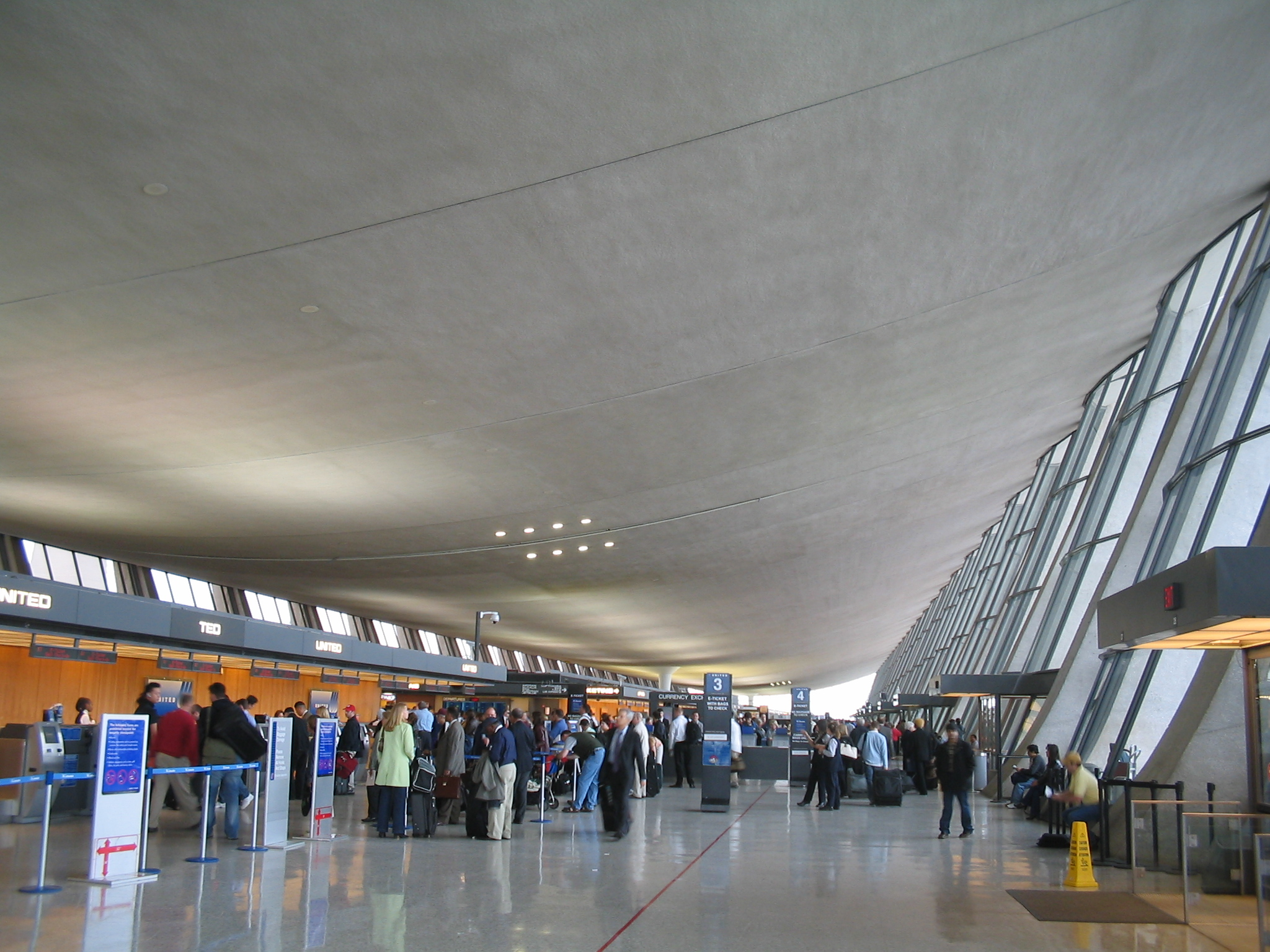
Trần của nhà ga

Nhà ga chính thiết kế đẹp mắt với các móc xích treo tạo ra một khu vực khéo kín rộng rãi và không có cột chống đỡ. Đây là nơi làm thủ tục lên máy bay, băng chuyền hành lý, các khu vực thông tin cũng như khu xử lý thủ tục nhập cảnh cho hành khách đến quốc tế. Có hai loạt cổng ở nhà ga chính.

#### Các cổng "H"
- Ethiopian Airlines (Addis Ababa, Rome-Fiumicino)
- Lloyd Aereo Boliviano (Santa Cruz de la Sierra, La Paz)
- Saudi Arabian Airlines (Jeddah, Riyadh)
- TACA (Guatemala City, Lima, San Salvador)

#### Các cổng "Z"
- US Airways (Charlotte, San Jose (CR) [kết thúc ngày 28/10/2006], San Juan [theo mùa vụ, bắt đầu ngày 29/10/2006])
  - US Airways vận hành bởi America West Airlines (Las Vegas, Phoenix)
  - US Airways Express vận hành bởi Colgan Air (Altoona, Beckley, Bluefield, Pittsburgh, Shenandoah Valley)
  - US Airways Express cung cấp bởi hãng Air Midwest (Lewisburg/Greenbriar, WV)
  - US Airways Express cung cấp bởi hãng Mesa Airlines (Charlotte)
  - US Airways Express cung cấp bởi hãng PSA Airlines (Charlotte)